# Science Channel
Discovery Science är en TV-kanal från Discovery Channel som främst sänder program om forskning och rymden. Kanalen sänder i lokala versioner världen över. Till Sverige visas den europeiska versionen som är reklamfri och förses med svenska undertexter.

## Ägare
Discovery Communications Inc. är världens ledande media- och underhållningsföretag inom dokumentärområdet. Discovery har utökat från sin första kanal, Discovery Channel som lanserades i USA 1985, till en nuvarande omfattning med verksamhet i över 170 länder och 1,4 miljarder tittare. Discovery Networks International omfattar 17 varumärken som når sammanlagt 670 miljoner tittare. I EMEA når 12 varumärken 173 miljoner tittare i 104 länder med program tillgängliga på 22 språk. Discovery Communications ägandeskap fördelas mellan fyra ägare: Discovery Holding Company (NASDAQ: DISCA, DISCB), Cox Communications, Inc., Advance/Newhouse Communications och John S. Hendricks, företagets grundare och styrelseordförande. 

## Distribution
Discovery Communication har flera olika nischade kanaler som sänder digitalt. I Sverige är följande kanaler tillgängliga: Animal Planet, Discovery World, TLC, Discovery Science, ID, Animal Planet HD och Discovery HD Showcase. Discoverys kanaler finns på flera plattformar, däribland Com Hem, Canal Digital, Boxer och Tele2Vision. Alla nischkanalerna finns inte hos alla leverantörer. 
1. ↑  Digital Play in the U.S. of A. (på engelska), 1 april 1999, läs online.[källa från Wikidata]
2. ↑  Businesses & Brands (på engelska), Discovery Communications, läs online.[källa från Wikidata]